# استنلی بنهام
استنلی بنهام (انگلیسی: Stanley Benham; ۲۱ دسامبر ۱۹۱۳ – ۲۲ آوریل ۱۹۷۰) از برندگان مدال‌های بازی‌های المپیک زمستانی اهل ایالات متحده آمریکا بود.